# Jaera sorrentina
Jaera sorrentina är en kräftdjursart som beskrevs av Karl Wilhelm Verhoeff1943. Jaera sorrentina ingår i släktet Jaera och familjen Janiridae. Inga underarter finns listade i Catalogue of Life.